# Nebrioporus capensis
Nebrioporus capensis är en skalbaggsart som först beskrevs av Omer-cooper 1953.  Nebrioporus capensis ingår i släktet Nebrioporus och familjen dykare. Inga underarter finns listade i Catalogue of Life.